# 中国科学院庐山植物园
中国科学院庐山植物园位于中国江西省庐山风景区含鄱口附近，是中国第一座亚热带山地植物园。成立于1934年8月20日，最初称为庐山森林植物园，由植物学家胡先骕、秦仁昌、陈封怀3人创建。其后隶属关系、名称经历多次更改，现由中国科学院领导。目前包括松柏区、树木园、岩石园、花草区、国际友谊杜鹃园、猕猴桃园、温室区、云雾茶园、苗圃、蕨苑等13个专类园区，共有植物5000余种。
庐山植物园南为含鄱岭，东为五老峰，西为九奇峰和犁头尖，北为猪圈山和月轮峰，占地300公顷，年降雨量2000多毫米，年平均相对湿度80%，年平均温度12℃。
庐山植物园以裸子植物种类繁多著称，先后从15个国家引种，在松柏区内有11科41属200余种裸子植物。
园内有始建于1984年的“三老”（胡先骕、秦仁昌、陈封怀）墓和2003年建成的陈寅恪墓，均为庐山风景名胜区文物保护单位。

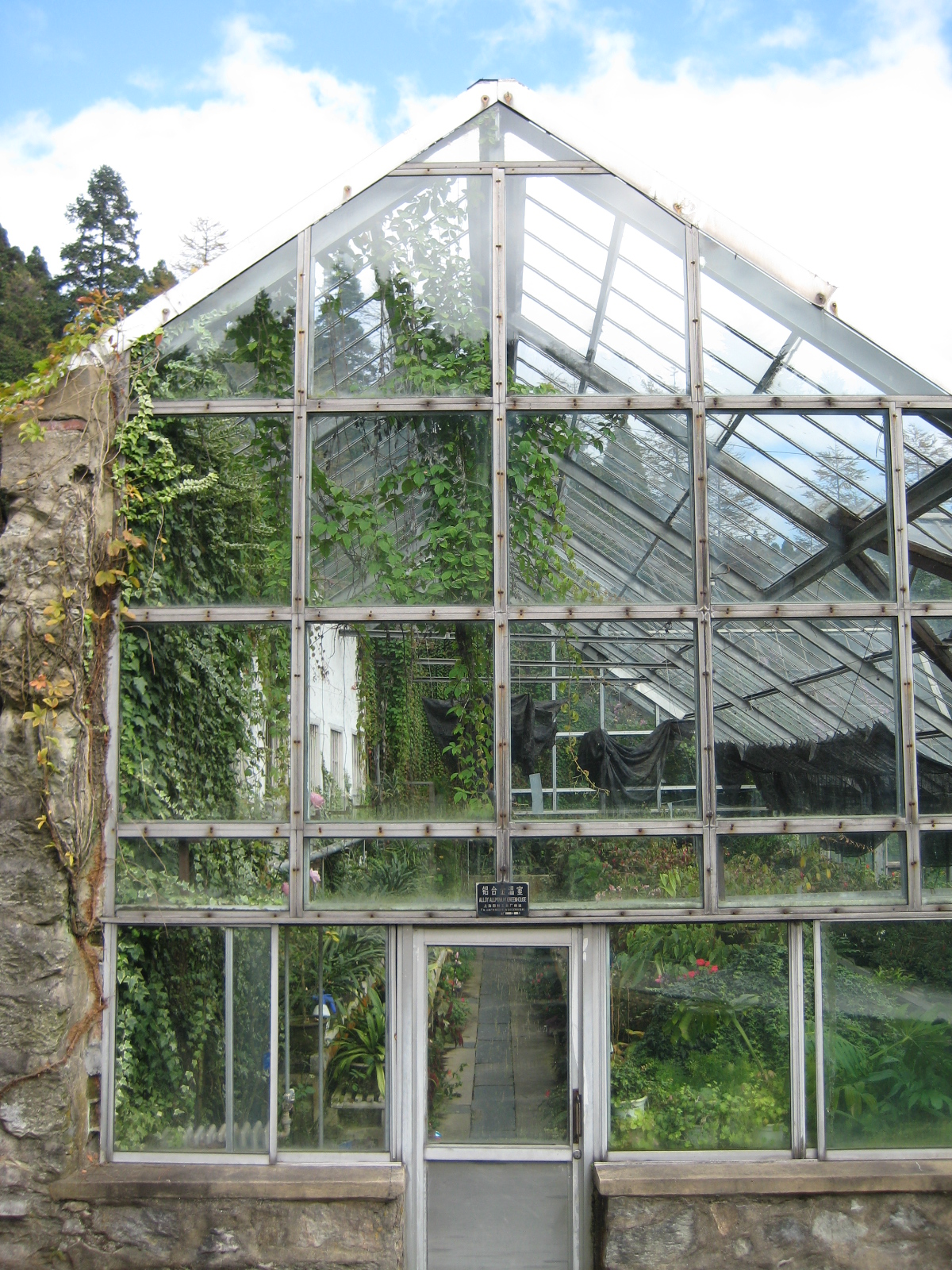
温室
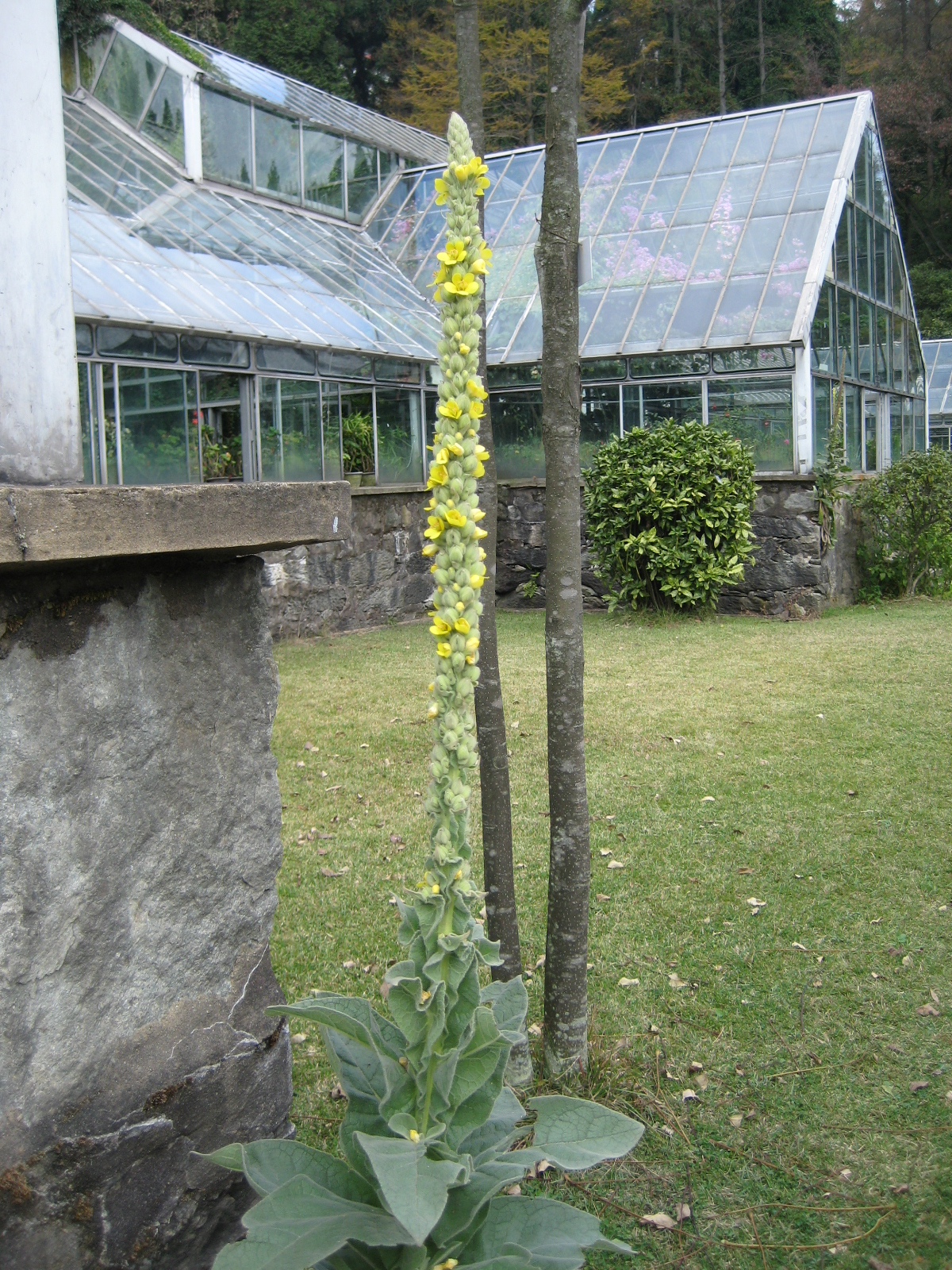
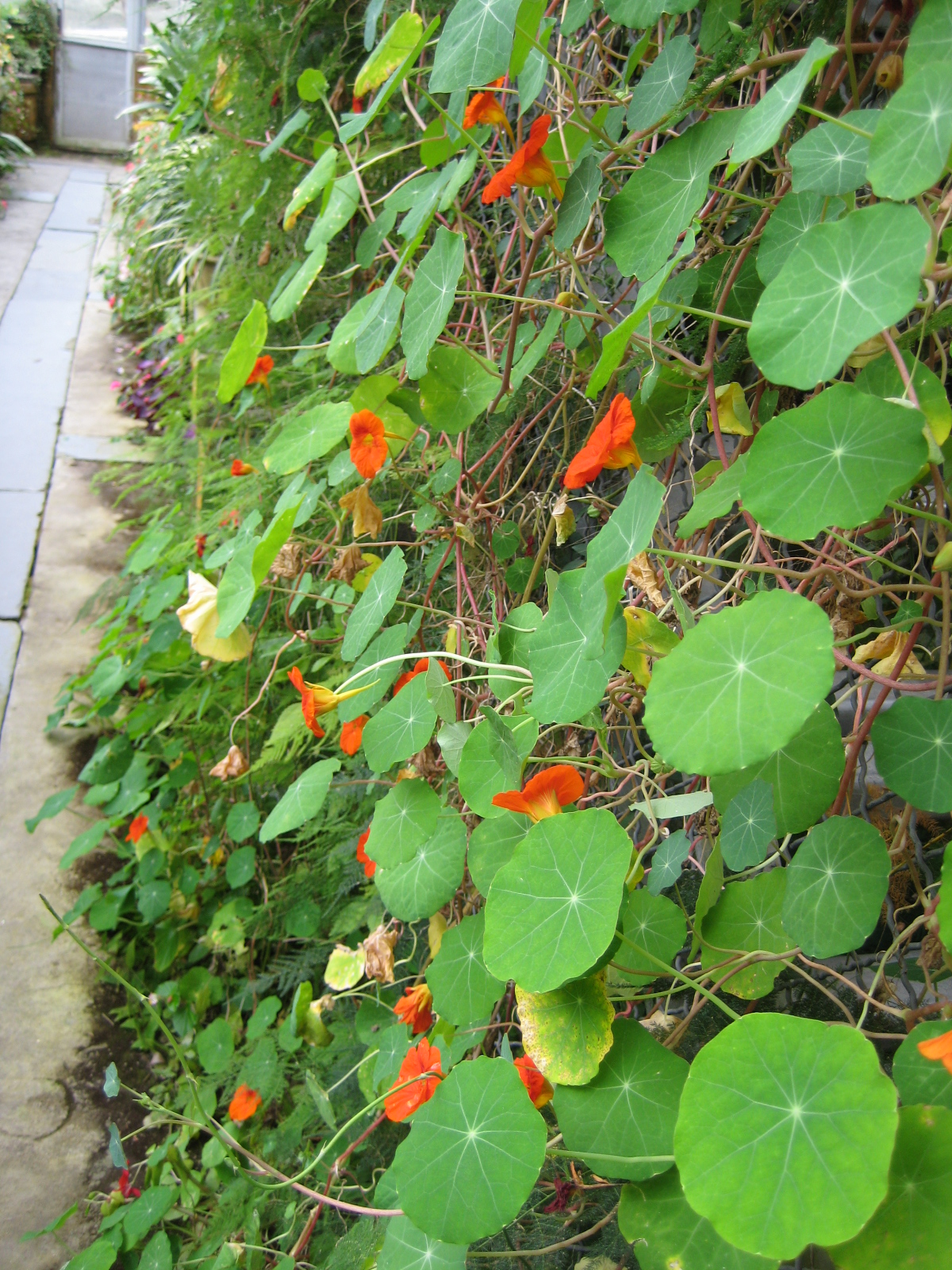
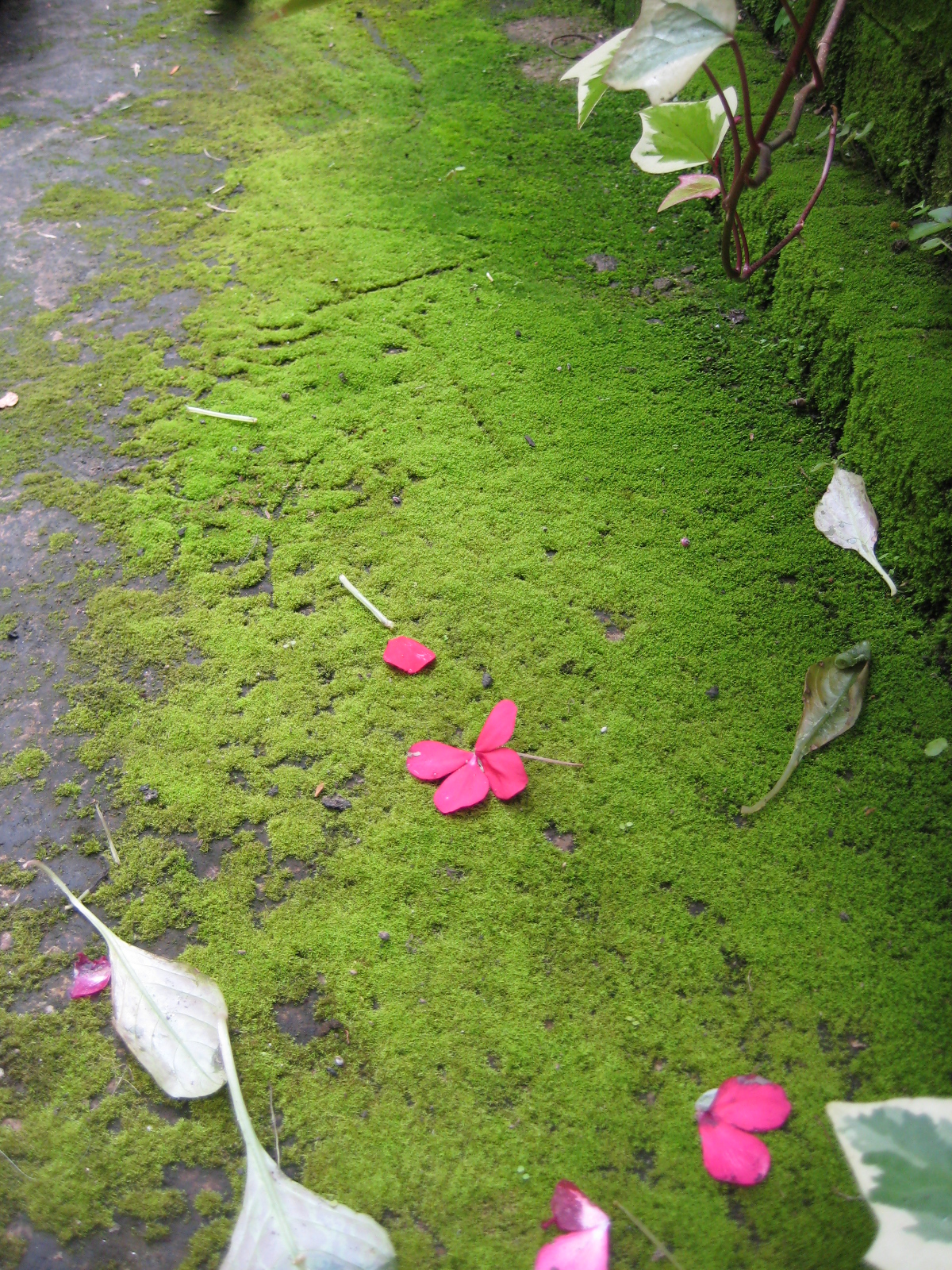